# 南関東直下地震

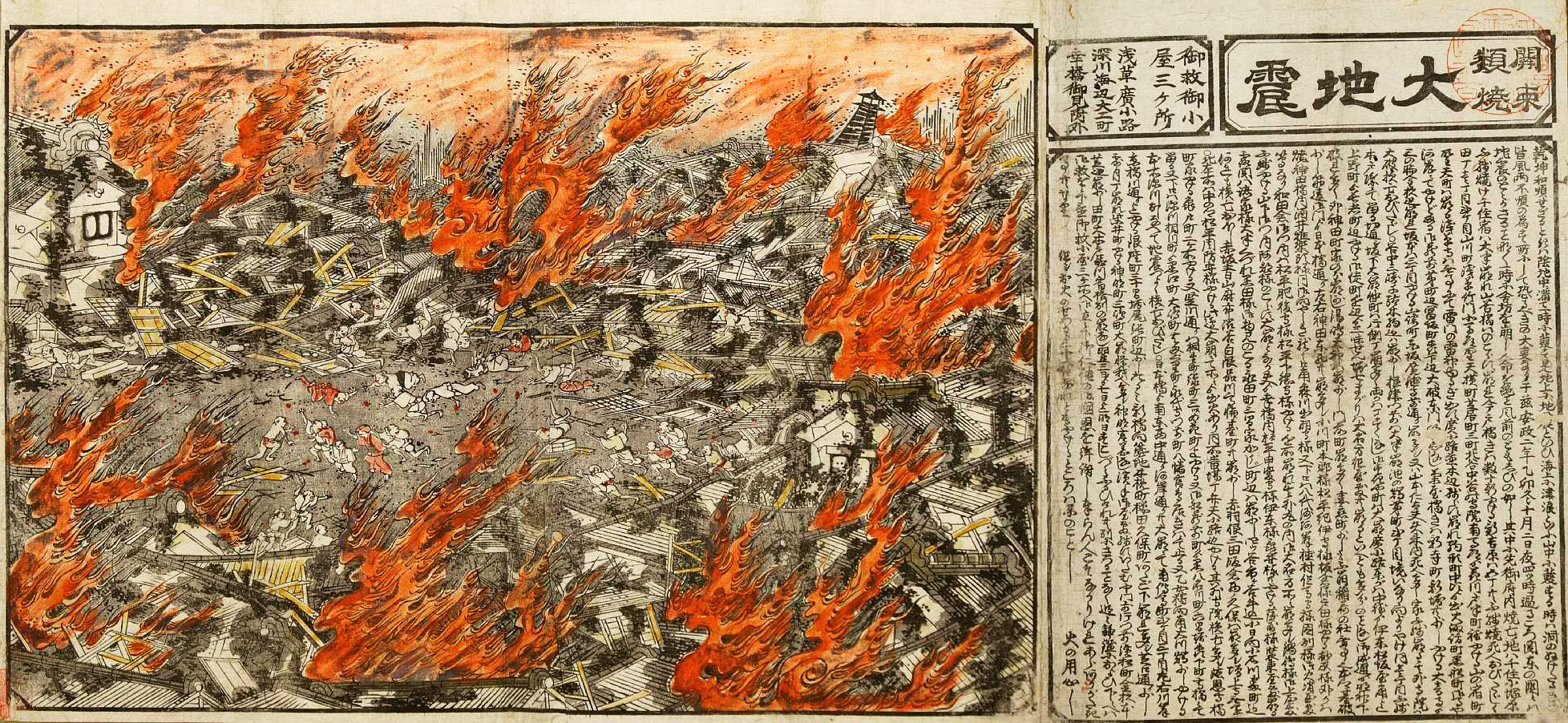
江戸（現在の東京）直下で発生したと推定される1855年（安政2年）安政江戸地震を伝える絵図。発生様式は断層型・プレート境界型・海洋プレート内など諸説あり確定していない。

南関東直下地震（みなみかんとうちょっかじしん）は、関東地方の南部（神奈川県・東京都・千葉県・埼玉県・茨城県南部）で歴史的に繰り返し発生するマグニチュード7級の大地震を指す総称。首都圏の中心地域であることから首都直下地震（しゅとちょっかじしん）、東京に焦点を絞った場合東京直下地震（とうきょうちょっかじしん）、東京大震災（とうきょうだいしんさい）などともいう。日本で想定される都市直下型地震の一つ。
東海地震のように特定の固有地震を指すものではなく、南関東の地下を震源とする被害地震クラスの数種類の大地震をまとめて指す呼び方である。このように総称を用いている理由として、南関東の地下構造が複雑なため過去の被害地震の発生様式が特定されていない点、また、防災の観点から複数の直下地震をまとめて呼んだ方が分かりやすい点などが挙げられる。厳密には、より規模と被害が大きい相模トラフで起こる海溝型地震（1703年や1923年の相模トラフ巨大地震）を含まない。

## 概要

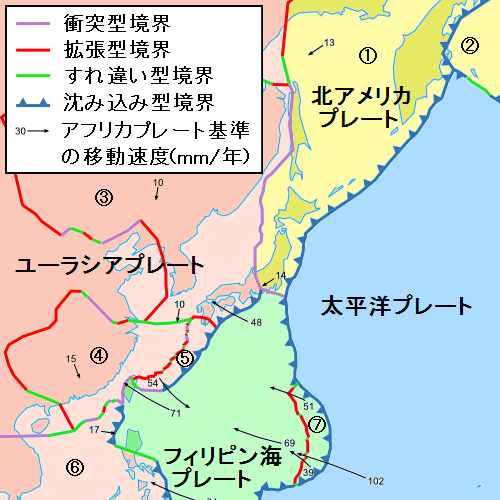
日本列島周辺のプレートの分布

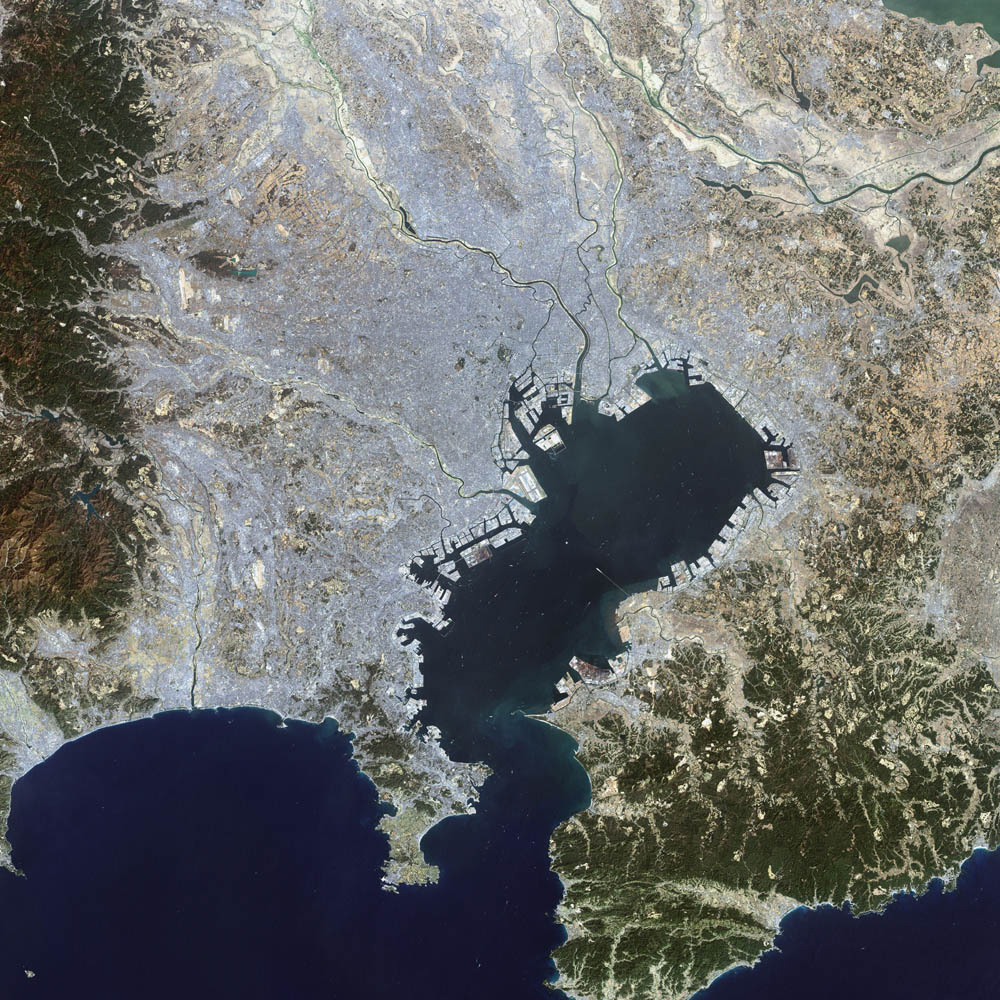
南関東の衛星画像

相模湾においては、フィリピン海プレートが陸のプレート（北アメリカプレート）の下に沈み込んでいて、相模湾西部から房総半島南方30kmを通り三宅島東方200km付近までは海底の谷状地形が続くプレート境界「相模トラフ」を形成している。この相模トラフの北側の幅80km - 150kmの領域を震源域として、1703年12月31日（元禄16年11月23日）の元禄地震(M8.1-8.5)、1923年（大正12年）9月1日の関東地震（関東大震災）(M7.9-8.3)などのマグニチュード8級の巨大地震が推定200 - 400年間隔で発生していて、これらを総称して相模トラフ巨大地震（「関東地震」とも）と呼ぶ。
これに対して、相模トラフから前述よりさらに北側をも含めた関東地方南部のいずれかの地域を震源域として、ひとまわり規模が小さいマグニチュード7前後の地震が平均数十年に一度程度の割合で発生している。1855年11月11日（安政2年10月2日）の安政江戸地震(M6.9)、1894年（明治27年）6月20日の明治東京地震(M7.0)などが発生していて、これらを総称して南関東直下地震と呼ぶ。地震のタイプとしては内陸地殻内地震（直下型地震）に限らず、プレート間地震（海溝型地震）、スラブ内地震も想定される（詳細は後述）。なお、安政江戸地震の震源も断定はされていないが同様の地域と考えられている。また、震源が海底ではないため、緊急地震速報発信がS波到達の直後になってしまう可能性があると予想されている。
発生した場合の被害や影響が多大であることから、日本政府や関係自治体が調査報告を行っており、中央防災会議は2003年に「我が国の存亡に関わる喫緊の根幹的課題」としているほか、間接的被害は全世界に長期間及ぶと考えられている。2011年の東北地方太平洋沖地震（東日本大震災）の地殻変動が関東地方にも及んだことで発生確率が高まったとする研究者が複数おり、2012年には新たに最大震度7を含む想定震度分布が発表された。

## 南関東の特殊性と高いリスク
| 増幅率の低い（地盤の強い）駅 | 増幅率の低い（地盤の強い）駅 | 増幅率の低い（地盤の強い）駅 | 増幅率の高い（地盤の弱い）駅 | 増幅率の高い（地盤の弱い）駅 | 増幅率の高い（地盤の弱い）駅 |
| 順位                         | 駅名                         | 増幅率                       | 順位                         | 駅名                         | 増幅率                       |
| ---------------------------- | ---------------------------- | ---------------------------- | ---------------------------- | ---------------------------- | ---------------------------- |
| 1位                          | 東新宿駅                     | 1.31                         | 1位                          | 秋葉原駅                     | 1.85                         |
| 1位                          | 代々木駅                     | 1.31                         | 1位                          | 水道橋駅                     | 1.85                         |
| 3位                          | 池袋駅                       | 1.32                         | 3位                          | 浜松町駅                     | 1.74                         |
| 4位                          | 新宿駅                       | 1.33                         | 4位                          | 東京駅                       | 1.74                         |
| 5位                          | 四ツ谷駅                     | 1.34                         | 5位                          | 神田駅                       | 1.69                         |

マグニチュード7級の地震が時折発生するという点では、南関東も日本の他の地域も同様である。しかし、南関東では以下のような理由により地震の頻度が高く、また被害の程度が顕著になると想定されることから、地震学・地質学の研究においても防災の観点においても注目され、重要視されている。
まず、関東地方には日本の他の地域と同様に地表近くに活断層が存在すると同時に、地下では相模トラフ付近だけではなく、群馬県南部・栃木県南部までプレートの境界が存在し、そこでも地震が発生する。北関東では震源が深いため揺れが減衰されるが、南関東では震源が浅いため強い揺れが起こる。しかも、南関東では地表を覆う大陸プレート（北アメリカプレート, NA）の下に南から海洋プレート（フィリピン海プレート, PHS）が沈み込み、さらにその下に東から海洋プレート（太平洋プレート, PAC）が沈み込んでいる複雑な構造であり、関東付近におけるプレート間の相対運動速度はNA-PHS間が約3cm/年、NA-PAC間が約8cm/年、PHS-PACが約5cm/年と世界的にも比較的速いため、必然的に地震の確率は高くなる。
また、関東平野は群馬南東部、栃木中北部以南、埼玉北部・中部・東部、東京中部・東部、神奈川東部、千葉北部・中部、茨城中北部以南・西部まで広がっており、第四紀以降の堆積物に厚く覆われていて（最も深い東京湾付近で3,000m程度）揺れが反射・増幅されやすく、政府発表の「表層地盤のゆれやすさ全国マップ」（2005年）においても南関東の大部分が揺れやすい地域とされている。特に、東京湾岸や荒川・利根川流域などは揺れの増幅率（表層地盤増幅率）が高い地域に分類されており、都心部でも東側は地盤が弱い（表参照）。
南関東直下地震は、M8クラスの相模トラフ巨大地震や東海地震に比べれば想定される震災被害の範囲は小さいが、プレート間地震が内陸で起こる「直下型」であるため震源付近では甚大な被害が発生すると考えられる。
世界最大の再保険会社であるミュンヘン再保険が2002年に発表した、大規模地震が起きた場合の経済的影響度を含めた世界主要都市の自然災害の危険度ランキングでは、東京・横浜が710ポイントと1位で、167ポイントで2位のサンフランシスコと大差がつき、首都圏での震災を含めた災害リスクの高さが表れている。
また東京は江戸時代より日本の中心として都市機能を集約しており、戦後の高度経済成長によって日本が国際的な位置を確立し始めた時には、東京は日本だけでなく世界経済の中枢としても重要な位置を確立した。現在でも国内主要企業の本社のほとんどが集中する経済の中心地、また国会や中央省庁が集まる政治の中心地ゆえ、直下型地震によって経済活動や国家の安全保障に甚大な被害を及ぼす事態も予想されている。また、周辺を含めた首都圏にも横浜市・川崎市・相模原市・千葉市・さいたま市などの大都市があり全体的に人口密度が高く、京浜工業地帯・京葉工業地域・鹿島臨海工業地帯などの工業地域、横浜港・川崎港・千葉港などの重要港湾機能がある。このように人口や機能の集中する首都圏において大地震が発生し、その機能が麻痺状態に陥った場合のリスクは極めて高いものと想定されており、これが他地方への首都機能移転を主張する意見の一根拠にも用いられている。
首都近郊での大地震は近代より注目されている。地震学者今村明恒は、1891年濃尾地震を受けて設置された震災予防調査会がまとめた地震記録から関東地方の地震の周期性を見出し、「50年以内に東京で大地震が発生する」という趣旨の雑誌寄稿を1905年に行った。これは社会問題化したがやがて批判へと変わり、地震への警鐘は一時的なものとなってしまった。その後1921年、1922年とM7級の地震が発生するなど南関東で中規模地震が多発する中、1923年にM7.9の関東地震が発生し甚大な被害をもたらした。戦後、河角廣が発表した「南関東大地震69年周説」は1978年 - 2004年の間に南関東で再び大地震が発生するというもので再び大きく取り上げられたが、これは鎌倉における歴史地震（古地震）の記録をもとにしたもので地震の震源域や規模が明確ではなく、相模トラフ巨大地震の周期性も解明されたことから後に否定された。その後1980年代より南関東地震活動期説が唱えられているが、支持・反対の意見に分かれている。

### 防災への取り組み
学会や民間において多くの議論が行われる一方で、政府は、1992年（平成4年）に「南関東地域直下の地震対策に関する大綱」を制定し、さらに2003年（平成15年）に中央防災会議において「首都直下地震対策専門調査会」を設置し、首都特有の問題を含む対策を検討している。企業においては、震災発生時に本社機能が麻痺しないよう、関東地方以外に本社機能を代替するよう体制改革を行ったり、震災を想定した事業継続計画(BCP)を推進したりしているところがある。自治体では、防災拠点の整備や災害時体制の整備、南関東以外の自治体との広域連携を進めている。また学校、医療機関、福祉施設、商業施設や、水道、都市ガス、電気、空港、鉄道、バス、道路などの公共性が求められるものにおいては、耐震性を高めダメージを最小限に抑えるとともに早期に復旧を行い、震災時・震災以降中長期的にサービスを提供できる体制の構築が求められ、推進されている。特に、道路については、震災時に帰宅困難者による渋滞を防止することで緊急車両や自衛隊の行動を円滑にするため、警察では、すでに首都圏を担任する警視庁・神奈川県警察・千葉県警察・埼玉県警察の管内において強力な交通規制を行う用意がある。警視庁では、都内で震度6弱以上の震災が発生した場合は、直ちに交通規制を実施し、緊急車両のみを走行させることが都条例で定められている。実際に、警視庁では都内の主要交差点500箇所以上に警察官を急行させて交通規制をする訓練を繰り返しており、南関東直下地震に対する多くの資を得ているという。防衛省では、陸上自衛隊から自衛官約11万人、海上自衛隊から艦艇50隻、航空自衛隊から救難部隊を首都圏に投入する方針である。

## 南関東直下地震のこれまでとこれから

### 概要
日本政府の地震調査研究推進本部は、「南関東におけるM7程度の地震」として2000年代初頭から評価を行い、その後数回改定している。過去の発生記録や現在解明されている範囲での南関東地域の地殻構造から、2007年（平成19年） - 2036年の間にM6.7-7.2の（海溝型・プレート内）地震が70%の確率で発生するとの想定が行われている。なお前記の評価想定では、観測精度が信頼できる1885年以降評価時点であった2004年まで119年間の地震のうち、震源の深さが30 - 80kmで、かつ一定規模以上の被害がみられるものを対象としている。1894年（明治東京地震）、1895年、1921年、1922年、1987年（千葉県東方沖地震）の5つが該当し、これらの単純平均から、発生間隔を23.8年と見積もっている。

### 過去の南関東付近での地震
以下に南関東におけるM6.5以上の地震を列記する。地震調査委員会の「南関東直下地震」発生確率評価に採用されている地震赤背景、現在の東京都区内で最大震度6以上と推定される地震を太字で示した。「種類」における記号は、発生様式の以下の5種類が想定されている。
1. 地殻内 = 陸のプレート（北アメリカプレート及びフィリピン海プレート）内部で起こる「内陸地殻内地震」、深さ20km以浅。
2. NA-PHS = 陸のプレート（北アメリカプレート）とフィリピン海プレートとの境界で起こる「プレート間地震」、地表付近 - 深さ50km付近。
3. PHS内 = フィリピン海プレート内部で起こる「スラブ内地震」、深さ10km - 60km付近。
4. PHS-PAC = フィリピン海プレートと太平洋プレートとの境界で起こる「プレート間地震」、深さ50 - 80km付近。
5. PAC内 = 太平洋プレート内部で起こる「スラブ内地震」、深さ50 - 100km付近。

| 地震名                 | 年     | 月日     | 震央                           | 深さ                           | 規模（M） | 種類            | 死者     | 津波   |
| 弘仁地震               | 818年  | 7月      | 群馬・埼玉県境付近             | 浅い?                          | 7.5       | 地殻内?         | 多数     |        |
| 相模・武蔵地震         | 878年  | 11月1日  | 南関東                         | 浅い                           | 7.4?      | 地殻内かNA-PHS? | 多数     | あり?  |
| 仁治鎌倉の地震         | 1241年 | 5月22日  | 不明                           | 浅い                           | 7.0?      |                 |          | あり   |
| 正嘉鎌倉の地震         | 1257年 | 10月9日  | 相模湾?                        | 浅い                           | 7以上     |                 | 多数     |        |
| 永仁鎌倉の地震         | 1293年 | 5月27日  | 相模湾                         | 浅い                           | 7以上     | NA-PHS?         | 2.3万余  | あり?  |
| 永享相模の地震         | 1433年 | 11月7日  | 相模湾?                        | 浅い?                          | 7以上     |                 |          | あり   |
| 元和江戸の地震         | 1615年 | 6月26日  | 神奈川県西部?                  | 20数km?                        | 6.3?      |                 | あり     |        |
| 寛永小田原地震         | 1633年 | 3月1日   | 相模湾西部?                    | 浅い                           | 7.0?      |                 | 150      | あり   |
| 正保相模の地震         | 1647年 | 6月16日  | 神奈川県西部?                  | 浅い                           | 6.5?      |                 | あり     |        |
| 慶安相模の地震         | 1648年 | 6月13日  | 不明                           | 不明                           | 6以上     |                 | 1        |        |
| 慶安川越地震           | 1649年 | 7月30日  | 埼玉県南部                     | やや深い                       | 6.5-6.7   |                 | 50人余   |        |
| 慶安川崎地震           | 1649年 | 9月1日   | 川崎付近                       | やや深い                       | 6.4?      |                 | 多数     |        |
| 東京湾付近の地震       | 1697年 | 11月25日 | 東京湾付近                     |                                | 6.5       |                 |          |        |
| 元禄関東地震           | 1703年 | 12月31日 | 野島崎沖                       | 浅い                           | 8.1-8.4   | NA-PHS          | 1万余    | 大津波 |
| 天明小田原地震         | 1782年 | 8月23日  | 神奈川県西部?                  | 20 km?                         | 6.8-7.0   |                 | あり     | あり?  |
| 享和上総の地震         | 1801年 | 5月27日  | 久留里付近                     |                                | 6.5?      |                 |          |        |
| 文化神奈川地震         | 1812年 | 12月7日  | 川崎付近                       | 30 km?                         | 6.4?      | PHS内?          | あり     |        |
| 天保足柄・御殿場の地震 | 1843年 | 3月9日   | 神奈川県西部                   | やや深い                       | 6.5       |                 |          |        |
| 嘉永小田原地震         | 1853年 | 3月11日  | 神奈川県西部                   | 20 km?                         | 6.6-6.8   |                 | 100      | 小津波 |
| 安政江戸地震           | 1855年 | 11月11日 | 東京湾北部付近                 | 40 km?                         | 6.9-7.4   | PHS内?          | 1万余    | なし   |
| 埼玉県中南部の地震     | 1856年 | 11月4日  | 久米川町付近                   | やや深い                       | 6.0-6.5   |                 |          | なし   |
| 山梨県東部の地震       | 1891年 | 12月24日 | 山梨県東部                     | 30km以浅                       | 6.5       |                 |          | なし   |
| 明治東京地震           | 1894年 | 6月20日  | 東京湾付近（荒川河口付近）     | 40 km, 80km程度                | 7.0       | PHS内かPHS-PAC  | 31       | なし   |
| 東京湾付近の地震       | 1894年 | 10月7日  | 東京湾付近                     | 90 km                          | 6.7       | PAC内           | -        | なし   |
| 茨城県南部の地震       | 1895年 | 1月18日  | 茨城県南部（霞ヶ浦付近）       | 約40 - 60kmまたは 約60 - 80 km | 7.2       | PAC内?          | 9        | なし   |
| 茨城県南部の地震       | 1921年 | 12月8日  | 茨城県南部                     | 53 kmまたは 約60 - 80 km       | 6.4, 7.0  | PHS内           | -        | なし   |
| 浦賀水道付近の地震     | 1922年 | 4月26日  | 東京湾付近（浦賀水道付近）     | 40–70 km, 71±21 km,, 53 km     | 6.8       | PHS内           | 2        | なし   |
| 大正関東地震           | 1923年 | 9月1日   | 神奈川県西部                   | 23 km                          | 7.9-8.2   | NA-PHS          | 10.5万余 | 大津波 |
| (上記余震)             | 1923年 | 9月1日   | 東京湾北部付近                 | 浅い                           | 7.2       | -               | -        | -      |
| (上記余震)             | 1923年 | 9月1日   | 丹沢付近                       | 浅い                           | 7.3       | -               | -        | -      |
| (上記余震)             | 1923年 | 9月1日   | 相模湾                         | 42 km                          | 6.5       | -               | -        | -      |
| (上記余震)             | 1923年 | 9月1日   | 相模湾                         | 39 km                          | 6.5       | -               | -        | -      |
| (上記余震)             | 1923年 | 9月2日   | 千葉県南東沖                   | 14 km                          | 7.3       | -               | -        | -      |
| 丹沢地震               | 1924年 | 1月15日  | 神奈川県西部（南足柄市付近）   | 0 – 10 km                      | 7.3       | -               | 19       | なし   |
| 西埼玉地震             | 1931年 | 9月21日  | 埼玉県北部（寄居町付近）       | 3 km                           | 6.9       | 地殻内          | 16       | なし   |
| 千葉県東方沖地震       | 1987年 | 12月27日 | 千葉県東方沖（九十九里浜付近） | 58 km                          | 6.7       | PHS内           | 2        | なし   |

- 現在の茨城県南部、千葉県、東京地方、埼玉県、神奈川県、山梨県東部、東京湾、相模湾を震央とするM 6.5以上、または死者1名以上の地震。
- 日時は全てグレゴリオ暦の日本標準時に基づく。
- 上記のうち、特に出典記載のないものは地震調査委員会 (2004年)[20], (2014年)[21]による。1884年以前の震源は宇津(1999)[22]による。
- 震源分布は地震本部の解説ページ[23]参照。
- その他イベントは、寛永江戸地震、慶長地震、房総沖地震、茨城県沖地震、北伊豆地震、伊豆半島東方沖地震、伊豆大島近海地震、伊豆諸島北部地震などを参照。

### メカニズムと特徴
南関東では大陸プレートの下に海洋プレート2枚が別々に沈み込んでいる複雑なテクトニクス構造からなっている。南関東の地下におけるプレートの様子は、詳細には解明されてはいない。地震波速度や重力異常、1990年代以降の高感度地震計による微小震源分布などから推定は行われているものの、プレートの深さひとつをとっても複数の説が主張されている状況であり、近年でも関東フラグメントなどの新説が主張される動きもある。近年の解明の動きとして、2005年7月23日の千葉県北西部地震（震源の深さ73km、M6.0、最大震度5強）は1894年の明治東京地震と同じ領域（太平洋プレートとフィリピン海プレートの境界域）で発生した可能性が指摘されている。東京大学地震研究所が行った古い地震計記録からの復元データおよびスーパーコンピューター「地球シミュレータ」の再現データによると、明治東京地震は深さ40 - 50km地点の両プレート境界域（千葉県北西部地震より浅く、西寄り）で発生した可能性が推定されるという研究がある。
なお上記の地震調査研究推進本部の評価においては、陸のプレート内部で起こる「内陸地殻内地震」は各断層での評価に含めているため除外されていて、30年間で70%という確率には含まれないので注意を要する。ただし、この想定は過去100年程度においては地震計のデータがあるものの全体として例が少なく、過去の地震被害や地質調査を根拠にする部分も大きいため、マグニチュード7級という想定も含めて不確実性を指摘する専門家もいる。
（南関東直下地震が含まれる可能性がある）相模湾の歴史地震および17世紀以降の南関東の中規模以上の地震の震源や規模、被害、発生様式については、宇津徳治の文献などをもとに地震調査委員会がまとめた表があるので参照のこと。

### 活断層
直下型のうち、震源が非常に浅い「内陸地殻内地震」をもたらす、活動度が高いとされる活断層を以下に列挙する。河床、湖底、海底の断層は調査が難しく、また南関東は関東造盆地運動のため厚い堆積層が覆っていて深いところまで掘削しなければ基盤岩に達せず、明瞭な断層面は大深度にあってほとんど調査されていない。発見されていない断層が地震をもたらす例もあるため、注意が必要である。
2011年の東北地方太平洋沖地震による広域的な地殻変動のため、下記の箱根ヶ崎断層帯や三浦半島断層帯などいくつかの断層は地震発生リスク（確率）が高まったと発表されている。なお、活断層による地震は、地震調査委員会による「30年間で70%」という確率には含まれていない。
- 箱根ヶ崎断層帯 - 埼玉県南部から東京都中北部における内陸地殻内地震。
- 関東平野北西縁断層帯（綾瀬川断層など） - 群馬県中南部から埼玉県北中部における内陸地殻内地震。
- 神縄・国府津-松田断層帯 - 静岡県東縁部から神奈川県西部における内陸地殻内地震。
- 三浦半島断層群 - 三浦半島における内陸地殻内地震。
- 伊勢原断層 - 神奈川県中央部における内陸地殻内地震。
- 鴨川低地断層帯 - 房総半島南部における内陸地殻内地震。

### 活動期
溝上恵は、南関東直下の地震活動期を3つに分類している。（引用箇所）
- 第1期
関東地震の発生から約70-80年間は、関東地震の発生により南関東一帯の歪みが開放されるため、地震が発生しにくくなり、地震活動の静穏期となる。
- 第2期
次の70-80年間は、歪みの蓄積がある程度（関東地震の発生に必要な歪みの蓄積量の約1⁄3以上））まで回復し、各地で地震活動が徐々に活発化してくる。M7 前後の直下型地震が発生する可能性も念頭におく必要が有る。
- 第3期
南関東の各地で地震活動が一段と活発化する。軽微な被害を伴う地震が多発し、M7 クラスの直下型地震が複数回発生し、関東地震が再来する。

### 他の地震との関連

#### 別の巨大地震の前後に発生した例
1855年の安政江戸地震では、その1年前に南海トラフの巨大地震である安政東海地震及び安政南海地震が発生しており、これらの地震により誘発された可能性が指摘されている。また、それ以前にも日本海溝付近における連動型地震とみられる869年の貞観地震の後に、発生から9年後と間隔が開いているが878年相模・武蔵地震（伊勢原断層、或いは相模トラフの地震とみられる）が発生、さらにその9年後の887年には南海トラフにおける連動型巨大地震とみられる仁和地震も発生している。

#### 東北地方太平洋沖地震以降の首都圏の地震活動
2011年3月の東北地方太平洋沖地震以降、首都圏では誘発地震活動のため地震の発生数が増加した。なお、同地震（本震）は前述の貞観地震と同様に日本海溝付近における連動型地震である。
酒井慎一・観測開発基盤センター准教授を中心とする平田直教授らの研究グループは、地震の頻度の経験則である『グーテンベルク・リヒター則』と、余震の数の減少についての公式である『改良大森公式』の2つを組み合わせた『余震の確率評価手法』を用いて、M6.7-M7.2の地震が首都圏で起こる確率を「今後30年で98%、4年以内で70%」と2011年9月に試算し、同月16日の東京大学地震研究所談話会で発表した。同研究所広報アウトリーチ室が上記の内容が報道された後に開設したページでは、非常に大きな誤差を含んでおり数字そのものにはあまり意味がないと考えて欲しいということ、東北地方太平洋沖地震の誘発地震活動と首都直下地震を含む定常的な地震活動との関連性はよくわかっていないので両者を単純に比較することは適切ではないと考えられる、としている。2012年2月上旬の報道によれば、再計算の結果、4年以内50%以下、30年以内83%と算出された。
遠田晋次・京都大学防災研究所准教授らが行った2012年1月21日までの計算結果では、首都圏でM7以上の地震が発生する確率は5年以内に28%、30年以内に64%となった。

## 被害

### 中央防災会議
2013年（平成25年）12月に発表された中央防災会議の報告によると、最も大きい場合、死者約23,000人、全壊の建物約61万棟、経済被害約95兆円という甚大な被害が出ると想定されている。
東京都防災会議地震部会が2022年（令和4年）5月に発表した「東京都の新たな被害想定」では、被害が最も大きい都心南部直下地震の場合で死者は6148人とされた。

主な地震の種類別に見ると、次のような想定である。
都心南部直下地震、M7.3、冬夕方、風速8m/秒
- 建物の被害194,431棟（焼失も含む）、死者数約6,148人、負傷者93,435人、避難者299万人、帰宅困難者約453万人

多摩東部直下地震、M7.3、冬夕方、風速8m/秒
- 建物の被害161,516棟（焼失も含む）、死者数約4,986人、負傷者81,609人、避難者約276万人

大正関東地震、冬夕方、風速8m/秒
- 建物の被害54,962棟（焼失も含む）、死者数約1,777人、負傷者38,746人、避難者約151万人

立川断層帯地震、冬夕方、風速8m/秒
- 建物の被害51,928棟（焼失も含む）、死者数約1,490人、負傷者19,229人、避難者約59万人

### 首都直下地震防災・減災特別プロジェクト
文部科学省・首都直下地震防災・減災特別プロジェクトでは、首都圏地震観測網を構築し東京大学地震研究所を中心に44億円を使い直下地震対策を研究している。首都圏の学校などに300カ所の地震計を置くなどの作業を進めていた。
プロジェクトの研究チームが、東京湾北部を震源とする地震による揺れが従来を上回る震度7になると予想したことにより、中央防災会議はチームの最終報告に基づき首都直下地震の被害想定を見直す事にした。同チームは2012年にプレートの深さが従来より10km浅いと推定している。

### 予測されている主な事象
- 仮設住宅の建設費（最大3兆円）[注 11]、維持費。
- 水門破壊によるゼロメートル地帯への浸水。
- 持病の悪化、寒さ暑さ、感染症の流行、エコノミークラス症候群、水分や食物の欠乏、アスベストの飛散などの関連した病気による被害。
- 長周期地震動による高層建築物へのダメージ。
- 建物の崩壊による死亡・負傷の一部[注 12]。
- エレベーターの停止に伴う閉じ込め。
- 高層ビルの高層階にいる多くの人が大怪我、又は孤立する。
- 高層ビルから看板や割れたガラスが路上に大量に落下する。
- 繁華街や住宅街での治安の悪化。
- 東京証券取引所、商品取引所、東京工業品取引所、為替・手形決済システム、銀行間取引システムの取引停止・株価暴落、通貨下落、倒産などの金融市場への影響。
- 輸出の減少による外貨獲得不足、経常収支赤字、諸外国へのODAや国連分担金などの不足、日本が供給する部品に頼る世界産業の不振、有効需要の喪失による全世界的不況、世界情勢の不安定化。
- 消費者心理の変化による需要の衰退（阪神・淡路大震災時に例あり）。
- インターネットの通信交換所（ハブ、IX、ISP、DCなど）の被災による損害。
- サプライチェーンの分断による被害。
- 人が集まる場所でのデマやパニック。
- 余震の発生や大量の降雨による二次災害の発生。
- 行政・情報の麻痺による首都機能の停止。
- 電気・水などのライフラインが止まる。
- 東京湾沿岸全域に津波や液状化現象などの被害が出る。
- 地盤の変形でレールが曲がり、電車が脱線する。また正面衝突。
- 電車進入時に多くの人が駅の線路に落下する。
- 深層崩壊。
- 地下鉄の軟弱な地盤を走る区間におけるトンネルの崩壊。
- 地下鉄駅の天井が崩落し、道路が陥没する。
- 揺れで車が横転し、大規模な衝突事故が各所で起きる。道路、特に高速道路における衝突・横転・火災事故[注 13]。
- 火災地の密集による火災旋風（炎の竜巻）の発生。（関東大震災で死亡例あり[注 14]。）
- 東京湾炎上による発送電停止[注 15]、航路閉鎖と有毒ガス、火災、通信網破壊[37]。
- 各地（住宅地を含む）に散在するガスタンク、石油タンク[注 16]などによる火災と有毒ガス。
- 避難者が炎に囲まれて脱出できない場合[注 17]。

### 被害想定に関する動き
この想定は直下地震発生のケースの場合であるため、（大正時代の関東大震災の様な）海溝型地震によって併発されると言われている津波の発生については想定されていない。東京湾に関しては入口がすぼまり、中が膨らむ「フラスコ型」であるために周辺海域からの影響を受けにくく津波が発生しづらいといわれているが、小松左京原作の『日本沈没』ではフラスコ型の入口である東京湾口に近い洲崎の西南西沖を震源とした海溝型地震による津波が湾内にそのまま浸入する想定がされている。
更にそれ以外の地域（関東の中でも地震がより多い茨城県南部以外の北関東3県や房総半島沖など）での地震も否定できない。その場合には政府の被害想定とは違った被害状況も成り立ち得る。

## 題材とした作品
小説
- 日本沈没（1973年、小松左京）
- 東京大地震M8（1980年、生田直親） - ISBN 4195671221
- 東京大震災 無防備都市を直下型地震が襲う日（1995年、邦光史郎 + グループZ） - ISBN 4396103611
- M8（2004年、高嶋哲夫） - ISBN 4087753387
- 平成関東大震災-いつか来るとは知っていたが今日来るとは思わなかった-（2007年、福井晴敏） - ISBN 4062142465

映画
- 日本沈没（1973年、東宝）
- 地震列島（1980年、東宝）
- 日本沈没（2006年）
- 僕の彼女はサイボーグ（2008年）
- 252 生存者あり（2008年）

テレビドラマ
- 東京大地震マグニチュード8.1（1980年、ytv） - 千葉真一主演によるテレビ映画
- 生と死を分けた理由…アース・クエイク 平成18年春・東京大震災（2006年）
- 救命病棟24時（2009年） ※東京大地震が取り上げられたのは第3シーズン
- NHKスペシャル シリーズ 体感 首都直下地震「パラレル東京」（2019年）

漫画
- 日本沈没（1973年、さいとう・たかを）
- TOMORROW〜陽がのぼる街〜（2004年、森本里菜） - ISBN 4088565703
- 彼女を守る51の方法（2006年、古屋兎丸）

アニメ
- シャングリ・ラ（2009年）
- 東京マグニチュード8.0（2009年）

ドキュメンタリー
- NHKスペシャル シリーズ 体感 首都直下地震（2019年）